# Council on Foreign Relations
Ne doit pas être confondu avec Comité des affaires étrangères du Sénat des États-Unis.
Pour les articles homonymes, voir CFR.
Le Council on Foreign Relations (CFR) est un think tank américain sans couleur politique ayant pour but d'analyser la politique étrangère des États-Unis et la situation politique mondiale. 
Fondé en 1921, sur l'initiative du colonel Edward Mendell House, éminence grise du président des États-Unis Woodrow Wilson, il est composé d'environ 5 000 membres issus du milieu des affaires, de l'économie et de la politique. Son siège se situe à New York avec un bureau à Washington. Le CFR est considéré comme l'un des think tanks les plus influents en politique étrangère,,. Il publie une revue bimensuelle, Foreign Affairs, dispose d'un site web très consulté, publie de nombreux rapports et livres ainsi que des vidéos (son Crisis Guides a gagné un Emmy Award).

## Mission
Le CFR veut être « une ressource pour ses membres ainsi que pour les officiels du gouvernement, les dirigeants des entreprises, les journalistes, les enseignants et les étudiants, les leaders civils et religieux, des citoyens, de façon à les aider à mieux comprendre le monde ainsi que les choix de politique étrangère que doivent faire tant les États-Unis que d'autres pays ». Le CFR entend que ses membres reflètent la diversité de la société américaine et entend développer l'expertise de la génération montante de leaders en proposant des programmes qui incluent des rencontres et des discussions avec les officiels du gouvernement, les leaders mondiaux et les membres éminents de la communauté des affaires étrangères.   
Le CFR coordonne le « David Rockefeller Studies Program », un laboratoire composé d'environ cinquante adjoints et chercheurs à temps complet. S'y adjoignent dix récipiendaires d'une bourse d'un an qui couvrent les principales régions du monde et les problèmes actuels de l'agenda international. Ces chercheurs contribuent aux débats de politique étrangère en faisant des recommandations au gouvernement fédéral, en témoignant devant le Sénat des États-Unis, en fournissant des conseils à la communauté diplomatique, et en interagissant avec les médias notamment par le biais de rapports, de livres d'articles sur les sujets de politique étrangère. 
Le CFR publie Foreign Affairs, une importante revue d'affaires internationales et ce qu'ils appellent des Independent Task Forces c'est-à-dire des rapports réalisés par des experts  d'origine et de champs d'expertise divers. Ces rapports comportent à la fois des analyses et des prescriptions sur des sujets importants de politique étrangère. Le CFR vise aussi à fournir une information et des analyses à jour  tant sur les événements mondiaux que sur la politique étrangère des États-Unis. En 2008, son Crisis Guide: Darfur a reçu un Emmy Award dans la catégorie New Approaches to News & Documentary Programming: Current News Coverage.

## Philosophie
Pour Fareed Zakaria, le Council est profondément marqué par la pensée de James Madison qui « se méfiait des partis politiques, qu'il rangeait en bloc aux côtés des « factions » de tout acabit et considérait comme un grave danger pour la jeune République américaine ». Dans cette optique, l'institution a toujours voulu tout comme la Brookings Institution s'affranchir des barrières politiques et faire travailler ensemble des démocrates et des républicains. Ce point le distingue fortement d'autre think tank tel l'Heritage Fondation dont l'un des dirigeants a déclaré un jour « notre rôle est de fournir aux acteurs politiques conservateurs les arguments qui soutiendront notre camp ». 
Le Council  semble, au contraire, viser plutôt à fabriquer un consensus fondé sur la raison et l'étude des faits, un trait proche de la pensée de Walter Lippmann, un de ses fondateurs.

## Le programmeInternational Institutions and Global Governance
Pensant que l'architecture de gouvernance mondiale reflétait trop le monde tel qu'il existait en 1945 et n'était plus adapté au monde actuel, le CFR a lancé en 2008 un programme de cinq ans intitulé « International Institutions and Global Governance: World Order in the 21st Century ». « Le programme cherche à identifier les faiblesses critiques du cadre actuel de coopération multilatérale ; à proposer des réformes spécifiques adaptées aux nouvelles situations mondiales : à promouvoir un leadership constructif des États-Unis visant à renforcer les capacités des organisations existantes et à promouvoir de nouvelles institutions ainsi que de nouveaux partenariats plus efficaces tant au niveau régional que mondial incluant le secteur privé et les ONG ».
Le programme se focalise sur quatre grands défis :
- Contrer les menaces transnationales parmi lesquelles  le terrorisme, la prolifération d'armes de destruction massive et de maladies infectieuses ;
- Protéger l'environnement et promouvoir la sécurité énergétique ;
- Gérer l'économie mondiale ;
- Prévenir et répondre à des conflits violents.

## Organisation
Le CFR réunit deux types de membres : des personnes physiques et des sociétés
Concernant les personnes physiques, elles doivent être citoyennes des États-Unis ou résidents permanents ayant demandé leur citoyenneté. Pour devenir membres permanents, sa candidature doit être appuyée par au moins trois membres anciens. Les personnes entre 30 et 36 ans peuvent se voir offert la possibilité de devenir membres pour une durée de cinq ans.
Concernant les sociétés (250 au total) il existe trois catégories : Affiliates (cotisation de plus de 30 000 $), President's Circle (cotisation de plus de 60 000 $) et Founders (cotisation de plus de 100 000 $). Tous les cadres des sociétés ont ainsi la possibilité d'atteindre des présidents ou des chefs de gouvernements des Officiels des États-Unis ou des membres du congrès. Les membres des catégories President et Founders peuvent aussi assister à des dîners privés ou à des réceptions données par des officiels importants des États-Unis ou des leaders mondiaux.
Le CFR a deux co-chairmen, un président (actuellement Richard N. Haass) et un comité directeur qui compte actuellement trente-six membres parmi lesquels on peut citer : Robert Rubin, Carla A. Hills, Alan Blinder, Fareed Zakaria .
Il existe aussi un Global Advisory Board composé de 25 membres venant du monde entier. 
Le CFR dispose également d'une équipe de chercheurs rémunérés.

## Une certaine influence
Une étude de Laurence Shoup et de William Minter des curriculum vitæ de 502 membres importants des gouvernements des États-Unis sur la période allant de 1945 à 1972 a montré que plus de la moitié d'entre eux avaient été membres du Council on Foreign Relations. Pour ces auteurs, être membres de cette institution pouvait être considéré comme « un rite de passage pour quelqu'un aspirant être un dirigeant de la sécurité nationale ».
Le Council on Foreign Relations a compté plusieurs politiciens tel Gerald Ford, Dick Cheney, Donald Rumsfeld ou encore Paul Wolfowitz, plus de douze secrétaire d'État des États-Unis dont John Foster Dulles, Dean Rusk, Henry Kissinger, Madeleine Albright, Colin Powell, des banquiers privés, des banquiers centraux tel que le président du Federal Reserve Board Alan Greespan, des juristes, des journalistes (notamment Walter Lippmann), des professeurs comme Wesley Clair Mitchell, un présent de Harvard avec Larry Summers, et une figure importante de l'OSS puis de la CIA Allen Dulles. Autant dire que cette organisation a réussi à ce qu'aucun secrétaire au département d'État, à la Défense, au Trésor, aux postes clef de ces différents ministères, dans les principales ambassades, à la direction de la CIA, ne soit choisi hors de ce groupe. 
En 1962, le groupe a commencé un programme d'abord pour les officiers de l'US Air Force puis de l'US Army, de l'US Navy et de l'US Marine Corps. 
Le Council qui accepte en général des membres républicains et démocrates plutôt « centristes » (sauf exception, tel Grover Norquist) semble avoir vu son influence dans les sphères gouvernementales diminuer sous la présidence de George W. Bush au profit de think tank néoconservateur tel le PNAC (Project for the New American Century). L'administration Obama comptait certains membres ayant eu des liens avec le CFR. Parmi eux, on peut citer :  Tom Vilsack, secrétaire à l'Agriculture, Ken Salazar, secrétaire à Intérieur, Robert Gates, secrétaire à la Défense ou Timothy Geithner, secrétaire au Trésor, entre autres.
Par ailleurs, quelques-uns de ses membres font également partie du Groupe Bilderberg ou de la Commission trilatérale, des institutions qui tentent de peser sur les décisions prises dans les domaines de la dérégulation de l'économie mondiale et la géopolitique.

## Histoire

### Des années 1920 à la fin de la Seconde Guerre mondiale
Le Council on Foreign Relations est né de la fusion entre un groupe de juristes internationaux et de banquiers réunis autour d'Elihu Rootqui le fondèrent en juin 1918 et des anciens de l'Inquiry, c'est-à-dire du groupe de travail formé sous l'impulsion du président Woodrow Wilson et de son conseiller spécial le colonel Edward Mandell House. Ce groupe qui comprenait Walter Lippmann réunissait des jeunes à la fois créatifs et ambitieux. À Paris lors d'une réunion à l'hôtel Majestic avec leurs homologues britanniques, ils décidèrent de former un institut anglo-américain d'études internationales avec une branche à Londres et une à New York. Les Britanniques formèrent le Royal Institute of  International Affairs, les Américains de retour chez eux s'avisèrent que leur pays n'avait pas les mêmes problèmes que la Grande-Bretagne et que donc il convenait de créer un organisme séparé. De leur côté les Anglais étaient arrivés à la même conclusion de sorte qu'il n'y eut pas de problème entre ces deux institutions. Les Américains se rapprochèrent du groupe d'Elihu Root, les uns apportant les fonds et les relations sociales les autres les idées, l'expertise et l'expérience diplomatique. Toutefois la nécessité de ménager les egos fit que ce n'est que le 29 juillet 1921 que la nouvelle institution put démarrer, sous la présidence de John W. Davis, ancien ambassadeur à Londres. En 1922, l'association qui comptait déjà trois cents membres, reçut en grande pompe son premier hôte de marque, Georges Clemenceau. En septembre 1922, ils lancent la revue Foreign Affairs dont la vente se révèle bien meilleure que prévu. Dans le premier numéro, Elihu Root écrivit qu'isolationniste ou pas, l'Amérique était devenue une puissance mondiale et que le public devait le savoir.
En 1925, W. E. B. Du Bois, un Afro-Américain, écrit un article intitulé "World of Color" dans Foreign Affairs. Toutefois, des tensions persistèrent entre les universitaires soucieux de connaître les opinions de tous et les autres. En mars 1933, Henry Stimson qui fut plusieurs fois ministre, fut choqué qu'un Japonais ait été invité à parler. Une autre controverse s'ouvrit en 1937, à la suite de la parution du livre d'Hamilton Fitz Armstrong et d'Allen Dulles Can We Be Neutral ?. Un ouvrage dans lequel les auteurs attaquaient les isolationnistes et se prononçaient la fois en faveur de l'intervention des États-Unis dans la lutte contre le nazisme. La controverse entre interventionniste et isolationniste qui suivit, ne prit fin qu'avec l'entrée en guerre des États-Unis. Durant cette période, des membres du CFN servirent dans l'OSS, d'autres occupèrent des positions élevés (Henry Stimson fut ministre de la guerre, John McCloy devint son adjoint, Averell Harriman joua un rôle diplomatique important) et une centaine furent intégrés, avec l'aval du ministère des affaires étrangères, dans le projet War and Peace qui comportait quatre groupes : économique et financier avec notamment Alvin Hansen et Jacob Viner, Sécurité et armement, territoire et politique.

### De 1945 aux années 1960
Au sortir de la guerre, plus de 50 % des leaders du CFR sortent des grandes universités (Ivy League) et les juristes des sociétés de Wall Street membres de nombreux conseils d'administration constitue le groupe le plus nombreux. Parallèlement, vingt chercheurs sont employés à temps plein. En 1945, le Council est pour un temps pour une politique d'apaisement avec l'URSS. En juillet 1947, la revue du Council, Foreign Affairs, publie l'article de George F. Kennan : The source of Soviet Conduct où il introduit le terme containment. Même si certains de ses membres comme Averell Harriman y jouent un rôle important, le Council en tant que tel est peu impliqué dans le plan Marshall. En 1957, après une année passée au siège du CFN, Henry Kissinger publie Nuclear Weapons and Foreign Policy, qui servira de base aux doctrines de stabilité stratégique, de contrôle des armes et de non-prolifération nucléaire. Au début des années 1960, selon Arthur Schlesinger le Council est au cœur de « l'Establisment » américain, dont les dieux Lares sont Henry Stimson et Elihu Root et les leaders effectifs Robert A. Lovett et John McCloy.
Si dans les années 1960 le Council se prononce dans son United States and China in World Affairs pour un rapprochement avec la Chine, qui aura finalement lieu, la guerre du Vietnam ébranle profondément l'institution, comme les États-Unis. Les divergences entre les membres sont telles qu'aucun document sur la question ne pourra être produit. Certains membres de longue date commencent à douter et à se demander si l'institution n'a pas fait son temps. Walter Lippmann, maintenant âgé, se retire, Hamilton Fitz Armstrong quitte Foreign Affairs après cinquante ans de service et John McCloy décide de passer la main.

### Le renouveau
À partir des années 1970, le Council, sous la présidence de David Rockefeller, va peu à peu se reconstruire. Les effectifs seront rajeunis et les femmes seront admises. En 1976, ils pourront enfin produire un document sur la guerre du Vietnam The Vietnam Legacy, un livre édité par Anthony Lake  qui sera plus tard conseiller de Bill Clinton. À la fin des années 1970, le Council lance le projet 1980's dont le résultat semble trop académique et pas assez incisif à certains. La fin de la guerre froide amène le Council, comme les autres organismes de recherche en relations internationales, à un profond changement de paradigme.
Dans les années 1980 est mis en place un International Advisory Board, composé de personnages étrangers, jouant un rôle important dans le monde des affaires et de la politique. Ce Board, dont fera partie notamment Rigoberta Menchú, est destiné à plus ouvrir le Council sur le monde. Parallèlement, des dispositions sont prises afin de mieux assurer des relations entre des membres maintenant très dispersés (longtemps, le Council a été un club de l'"Establishment new-yorkais") et pour renforcer sa présence médiatique. Enfin des efforts sont faits pour attirer des membres et des chercheurs de la nouvelle génération.
Le Council on Foreign Relations suggère d'adopter une politique plus agressive vis-à-vis de la Corée du Nord, « y compris par des actions politiques et militaires qui menaceraient directement l'existence du régime nord-coréen ».

### Quelques membres historiques notables
Hamilton Fish Armstrong, Bruce Hopper, Isaiah Bowman, Averell Harriman, Conrad Black (International Advisory Board member), McGeorge Bundy, Allen Dulles, John Foster Dulles, Gerald Ford, George F. Kennan, Walter Lippmann, Robert McNamara, Wesley Clair Mitchell, John McCloy, David Rockefeller, Nelson Rockefeller, Walt Rostow,Elihu Root, Dean Rusk, Arthur Schlesinger, Albert Wohlstetter, Roberta Wohlstetter, Paul Warburg, Caspar Weinberger, Leslie H. Gelb (ancien président honoraire).

## Critiques
Pour certains proches de la John Birch Society, le CFR serait contrôlé par un groupe de personnes issues des sociétés secrètes d'étudiants des universités Yale et Harvard : le Skull and Bones et le Scroll and Key. Ces personnes, après leur prétendue intégration dans un groupe d'élite appelé « JASON Society », seraient élues par leurs pairs pour constituer le comité exécutif du CFR. La John Birch Society soutient que le Conseil des relations étrangères se voue à la formation d'un  gouvernement mondial. En 1980, l'un de ses représentants et membre du Congrès des États-Unis, Larry McDonald, voulut lancer une enquête parlementaire sur le Conseil des relations étrangères ainsi que la Trilatérale via la résolution 773.
L'influence de certains intérêts privés sur les médias a été étudiée de manière générale par Noam Chomsky et Edward Herman via leur modèle de propagande (1988).[pertinence contestée]